# Abaz Arslanagić
Abaz Arslanagić (nascut el 2 d'octubre de 1944 a Derventa, llavors República Federal Socialista de Iugoslàvia), és un exjugador d'handbol bosnià, que va competir amb la selecció de Iugoslàvia als Jocs Olímpics de 1972 i als Jocs Olímpics de 1976.
El 1972 va formar part de la selecció iugoslava que va guanyar la medalla d'or a l'Olimpíada de Múnic. Hi jugà cinc partits inclosa la final, com a porter.
Quatre anys més tard, fou membre de l'equip iugoslau que acabà cinquè a l'Olimpíada de Mont-real de 1976. Hi va jugar els sis partits, com a porter novament.